# Lexus IS (XE20)
La Lexus XE20 è la seconda generazione della Lexus IS, berlina tre volumi di segmento D prodotta dalla casa automobilistica giapponese Lexus dal 2005 al 2014.

## Il contesto
L'auto viene mostrata al Salone dell'automobile di Ginevra nel 2005 con un esemplare di pre-serie, mentre debutta definitivamente qualche mese più tardi al Salone dell'automobile di New York e nel 2008 viene affiancata da una versione cabriolet con tettuccio in metallo ripiegabile elettricamente.

### Sviluppo
Dopo il lancio sul mercato mondiale della XE10 avvenuto nel 2000, già l'anno successivo parte lo sviluppo della nuova generazione sotto la guida dell'ingegnere capo Suguya Fukusato. La prima parte della progettazione è stata affidata a Kengo Matsumoto che ha lavorato sulla parte meccanica dal 2002 fino alla fine del 2003. Lo sviluppo finale invece è stato assegnato a Hiroyuki Tada. Dal 2003 al primo semestre 2004 il progetto è stato ulteriormente affinato e adattato alla produzione in serie, quindi è stato approvato dal Consiglio di Amministrazione. I brevetti venivano depositati nel settembre del 2004 in Giappone, il 18 febbraio 2005 in Europa e il 25 febbraio presso l'Ufficio Brevetti degli Stati Uniti.

### Esterni
La seconda generazione della IS si caratterizza a livello estetico per l'adozione del corso stilistico chiamato "L-Finesse" che si distingue per le linee morbide e sinuose. La vettura ha un design simil-coupé con profilo fastback, la coda corta ed alta oltre ad un motivo a freccia che solca la fiancata alla base dei finestrini che si basa sul concetto giapponese del kirikaeshi.
Rispetto alla precedente versione l'auto è più lunga di 89 mm, più larga di 75 mm e più alta di 5 mm.

### Interni

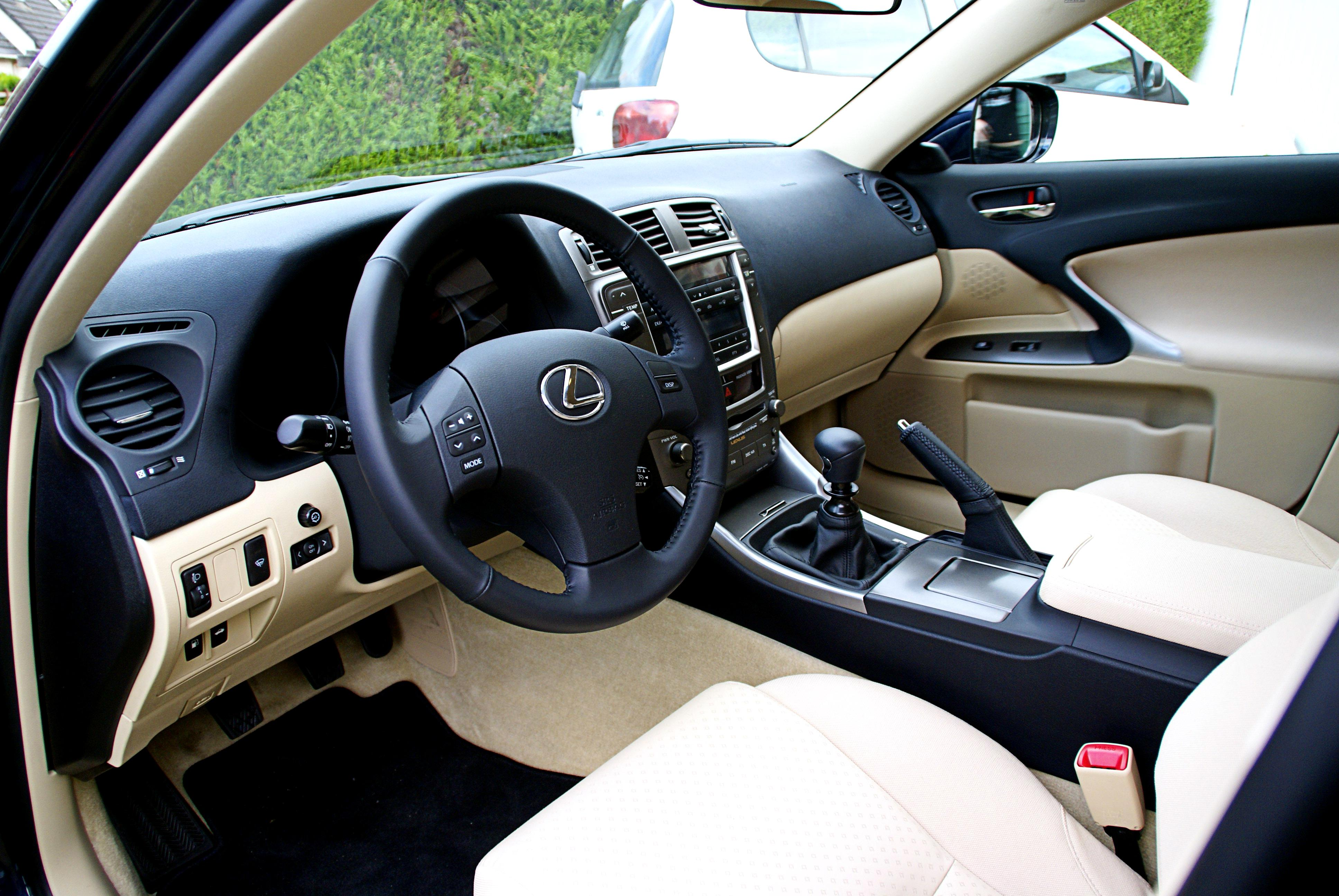
La plancia.

Gli interni si presentano molto più curati rispetto alla XE10, infatti nella plancia e in varie parti dell'abitacolo ci sono vari inserti che possono essere in finitura metallica oppure, a richiesta, in legno d'acero. Inoltre anche all'interno possiamo trovare alcuni elementi ispirati a concetti giapponesi come lo hazushi, nel quale ogni singolo elemento mantiene la propria individualità pur facendo parte di un grande sistema. Le dotazioni presenti sono degne di nota e includono sedili in pelle traforata e regolabili elettricamente a dieci vie (inclusa quella lombare), oltre che riscaldabili e ventilati, volante multifunzione con regolazione telescopica, specchietto interno e laterali con trattamento elettrocromico e luci di cortesia a LED.

### Sicurezza
La vettura è dotata di sette airbag, di cui uno per le ginocchia del guidatore, del controllo elettronico della stabilità (VSC) ed è inoltre presente un sistema di pre-collisione (PCS).
L'auto è stata sottoposta ai crash test dell'Euro NCAP in Europa e della National Highway Traffic Safety Administration negli Stati Uniti ed in entrambi i casi è stata valutata con un punteggio di cinque stelle.

### Motorizzazioni
| Motore  | Disponibilità | Codice telaio | Motore                      | Cilindrata (cm³) | Potenza         | Coppia max (Nm) | Emissioni CO2 (g/km) | 0–100 km/h (s) | Velocità max (km/h) | Consumo medio (km/l) |
| IS 250  | 2006-2013     | GSE20         | 6 cilindri a V, benzina     | 2500             | 153 kW (208 CV) | 252             | 194                  | 8,5            | 225                 | 11,9                 |
| IS F    | 2007-2014     | USE20         | 8 cilindri a V, benzina     | 4969             | 311 kW (423 CV) | 505             | 270                  | 4,8            | 270                 | 8,8                  |
| IS 200d | 2011-2013     | ALE20         | 4 cilindri in linea, Diesel | 2231             | 110 kW (150 CV) | 340             | 134                  | 10,2           | 205                 | 19,6                 |
| IS 220d | 2006-2013     | ALE20         | 4 cilindri in linea, Diesel | 2231             | 130 kW (177 CV) | 400             | 144                  | 8,9            | 220                 | 18,2                 |

## Versioni

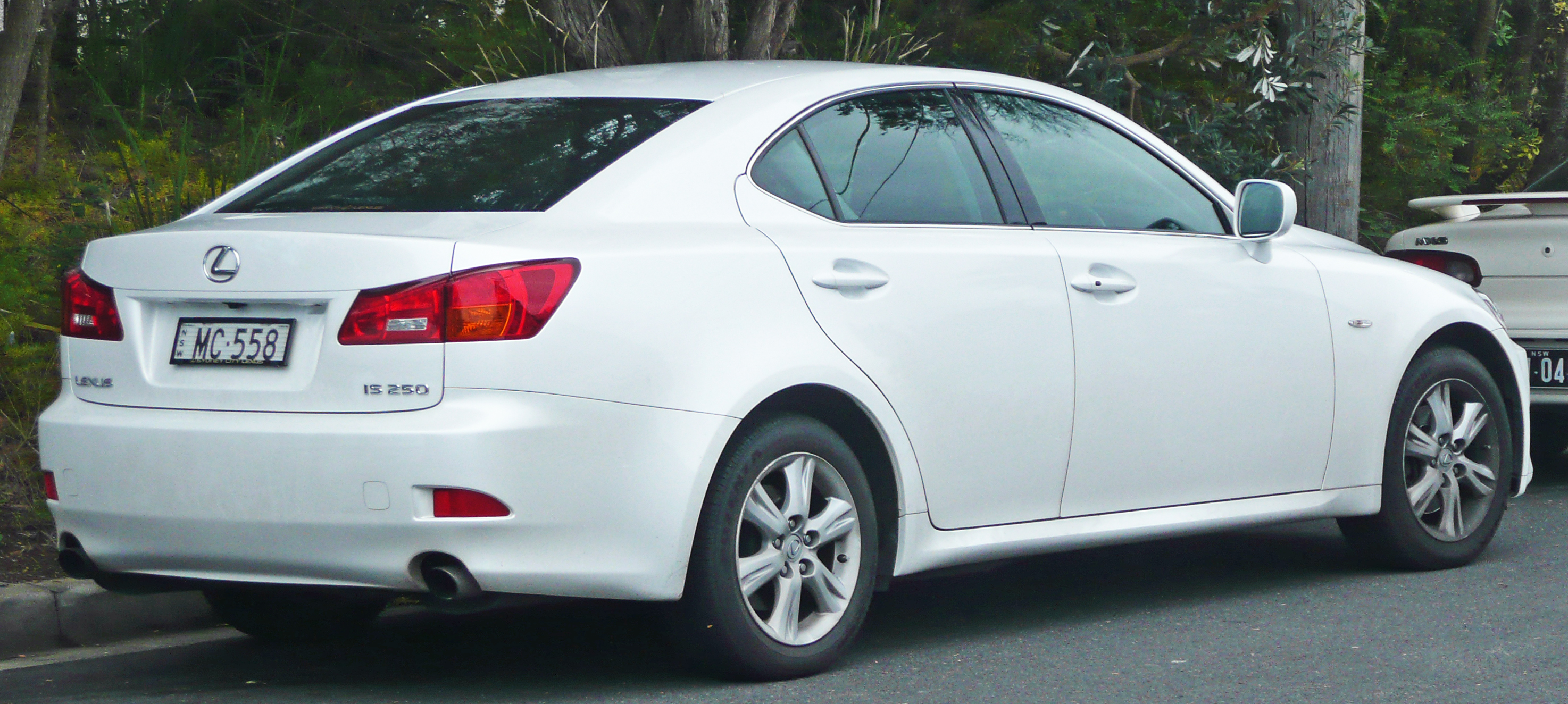
Vista posteriore di tre quarti di una GSE20.

### GSE20/GSE21 (2005)
La IS 250 (GSE20) è stata la prima ad essere arrivata sui mercati Giapponesi e Nord Americani (nel settembre 2005), disponibile a trazione posteriore (GSE20) e a trazione integrale (GSE25), insieme alle IS 350, ordinabile solo a trazione posteriore. La 250 RWD è disponibile sia con una trasmissione manuale a sei marce che con una automatica sempre con sei rapporti. Tutte le altre IS alimentate a benzina invece, si possono avere solo con cambio automatico.
L'impianto frenante della IS 350 è preso in prestito dalla Lexus GS con grossi dischi e pinze freno a quattro pistoncini.

### ALE20/GSE22 (2006)

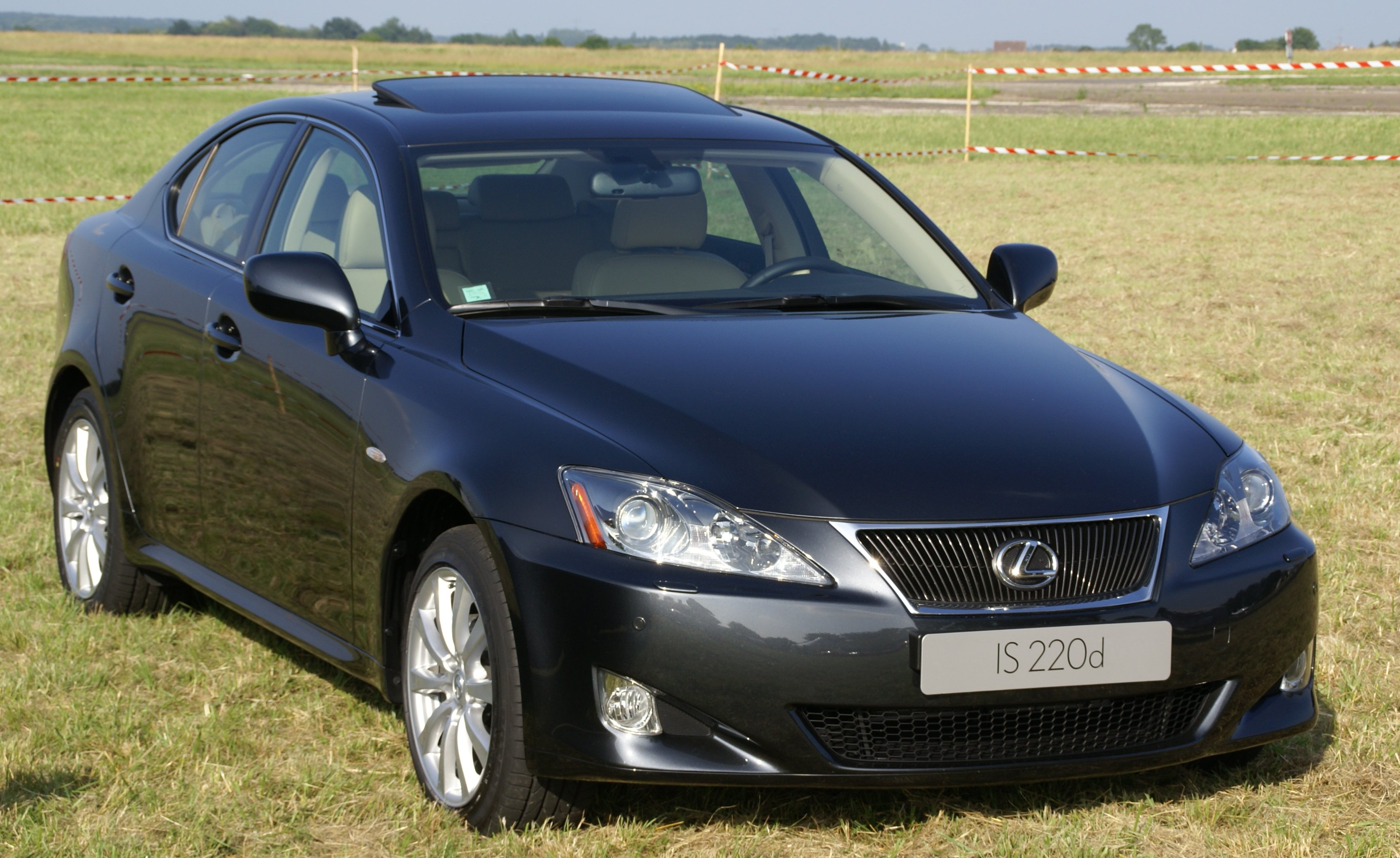
Una ALE20.

Nel 2006 la nuova generazione arriva anche in Europa (il nome in codice della versione Europea è ALE20), dove è disponibile anche nella versione 220d, ovvero con un motore a gasolio (primo ed unico caso nella storia della casa giapponese) con un 2.2 quattro cilindri capace di 177 CV che conferisce alla vettura un discreto brìo. Sarà disponibile solo con trasmissione manuale. A differenza di quest'ultima, la GSE22 IS 300 è a benzina e a trazione integrale ed adotta un'unità da tre litri ad iniezione indiretta abbinato ad una trasmissione automatica. Questo modello è commercializzato in Cina, Medio Oriente, Indonesia e Filippine.

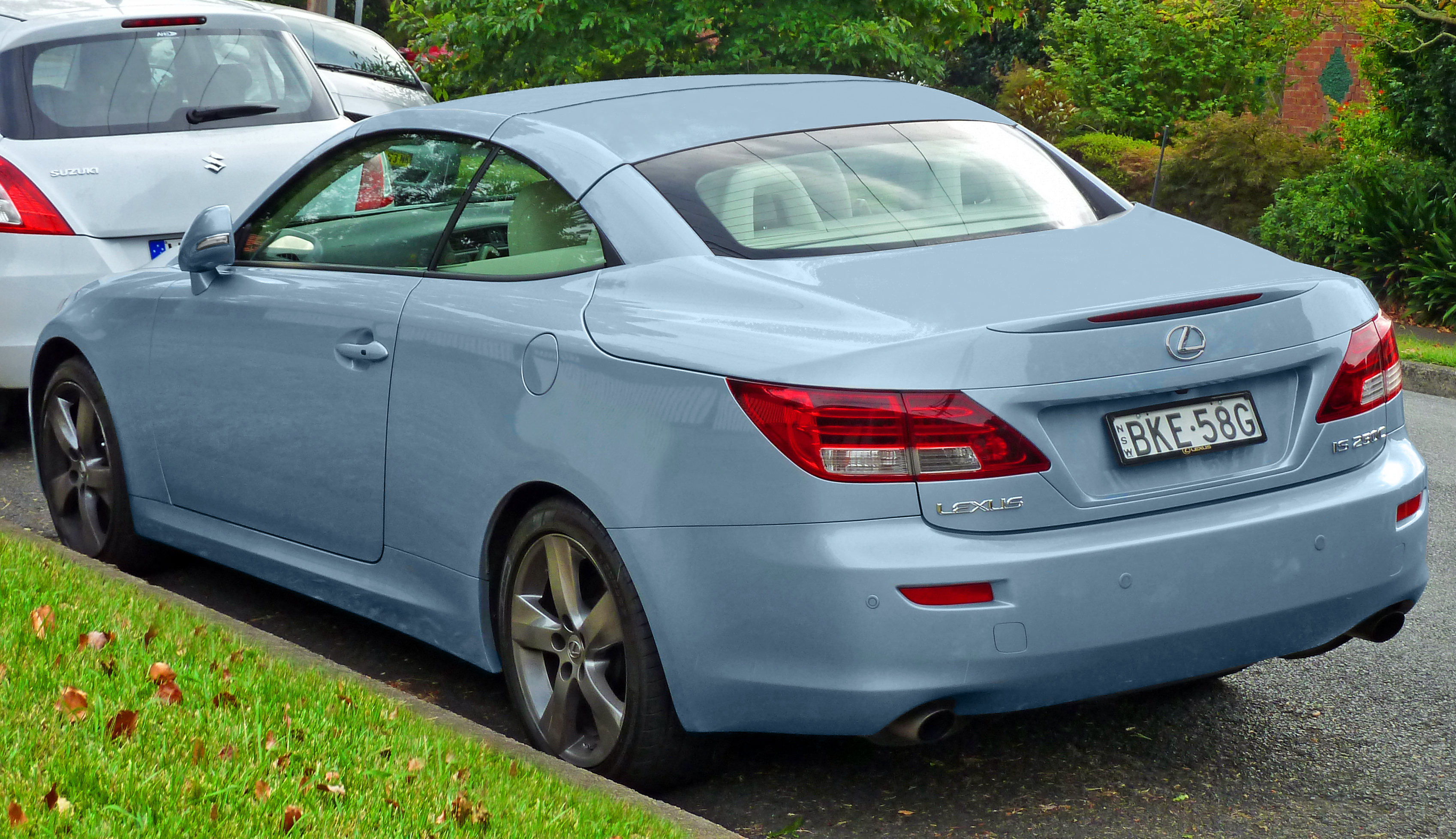
IS 250 C.

### GSE20/GSE21 (2008)
Sono passati tre anni dal debutto e al Salone dell'Auto di Parigi, il 2 ottobre 2008 viene svelata la IS 250 C, ovvero una cabriolet con tetto in metallo ripiegabile, che è capace di "rientrare" in ventuno secondi. La coda risulta ridisegnata e presenta dei fanali e un bagagliaio dal diverso disegno. Oltre alla 250 ben presto si aggiunge la IS 350 C, con le stesse caratteristiche della berlina. L'auto entra in commercio nel 2009, e per alcuni mercati verrà realizzata anche una versione IS 300 C. La IS C sarà anche la prima versione ad adottare l'allestimento "F-Sport", ovvero una caratterizzazione estetica in chiave sportiva realizzata direttamente dalla casa madre.

### ALE20 (2010)
Nel 2010, in concomitanza con il secondo aggiornamento estetico, la IS 220d viene affiancata da una versione depotenziata, ovvero la IS 200d che adotta lo stesso motore 2.2 a gasolio, ma con 150 CV. Si rende disponibile la trazione integrale per la IS 350.

## IS F

### USE20 (2007)
All'inizio del 2004, l'ingegnere Lexus Yukihiko Yaguchi mette insieme un piccolo team composto da pochi tecnici e da un budget limitato e comincia a lavorare su una versione più performante della "Ideal Sedan" 

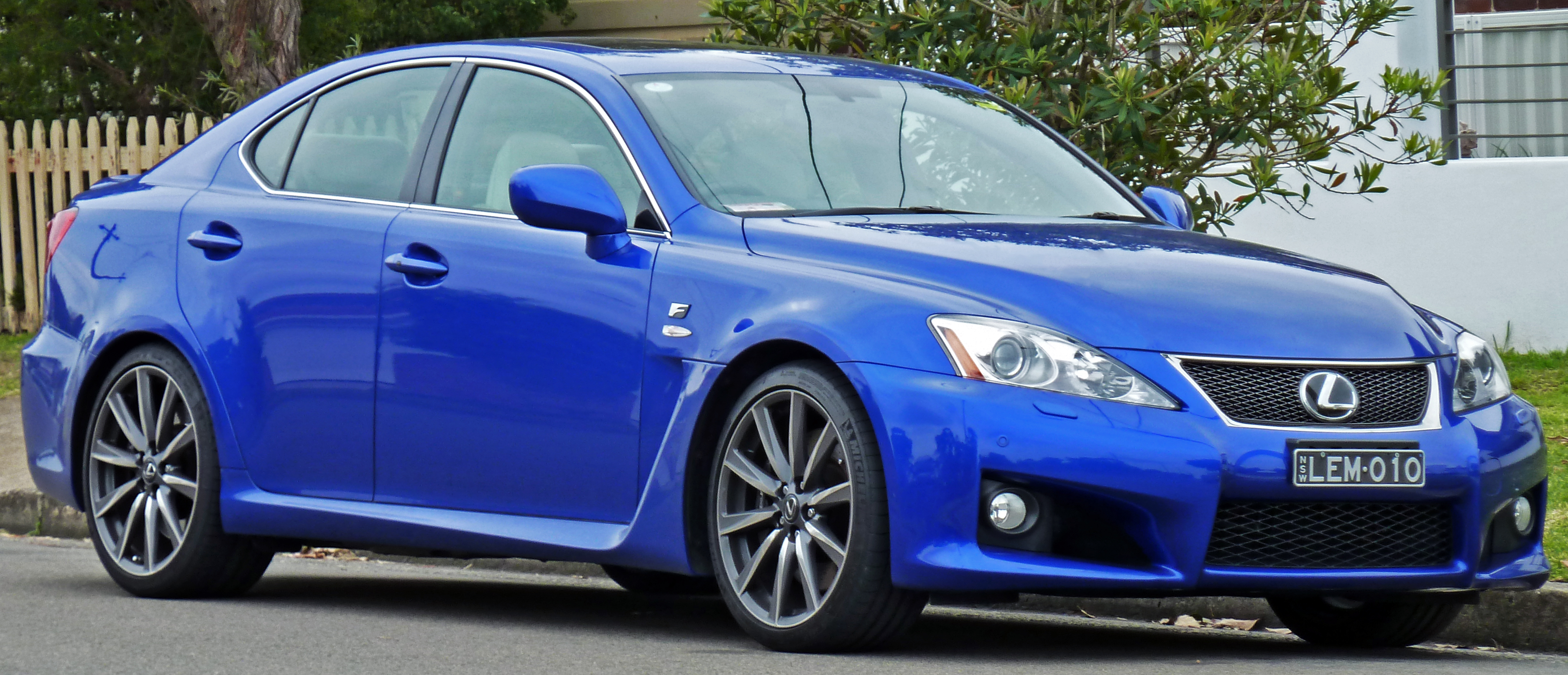
IS F nel caratteristico colore blu elettrico.

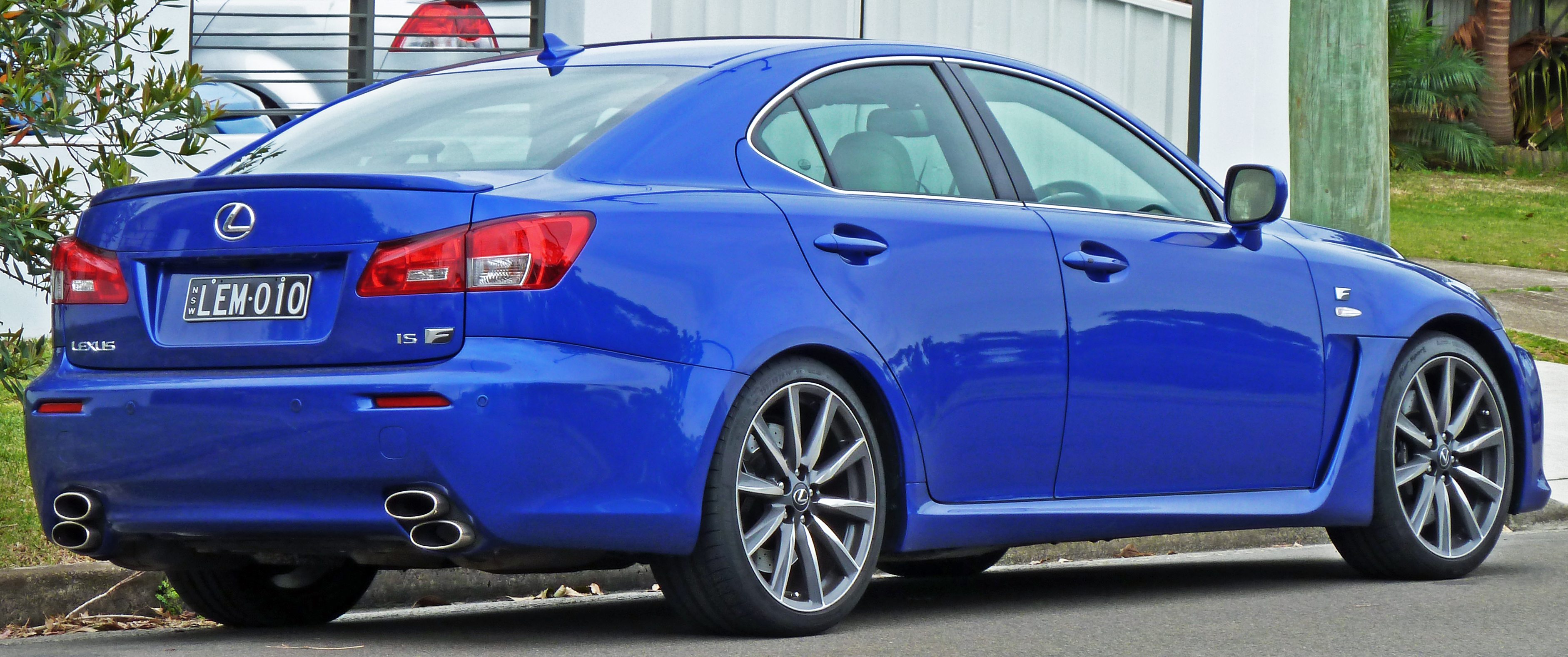
Il tre quarti posteriore.

Durante il 6 dicembre 2006 la Lexus annuncia ufficialmente l'esistenza del progetto che è stato chiamato IS F. L'auto debutta in veste ufficiale al Salone dell'automobile di Detroit in data 8 gennaio 2007 insieme alla LF-A, un concept di supercar. La casa madre, nella conferenza stampa dichiara che "la progettazione della IS F è avvenuta in modalità differente dai tipici sforzi ingegneristici Lexus". L'ingegnere capo del progetto è Yukihiko Yaguchi, famoso per aver lavorato al progetto della Toyota Supra. La gran parte della messa a punto delle sospensioni è avvenuta al Circuito del Fuji e la restante parte al Nürburgring.
Il corpo vettura è ribassato di un 10 mm rispetto alle altre IS ed il cofano presenta un rigonfiamento, necessario per poter alloggiare il cinque litri V8. Il coefficiente di resistenza aerodinamica è di 0,30.
All'esterno la IS F è facilmente distinguibile rispetto alle versioni "normali" per il vistoso kit estetico di serie, costituito da paraurti e minigonne laterali dalle linee sinuose e sportive, griglie specifiche e parafanghi allargati e con feritoie per raffreddare l'impianto frenante, oltre al piccolo spoiler sul portabagagli; da notare il disegno singolare degli scarichi, composti da due unità impilate l'una sull'altra per ogni lato.
La Lexus IS F dispone di un 5.0L (2UR-GSE) aspirato con iniezione diretta che sviluppa 423 CV a 6.600 giri al minuto, producendo una coppia motrice di 505 Nm, sufficiente per farla scattare da 0 a 100 km/h in 4,8 s e farle raggiungere 270 km/h di velocità massima.

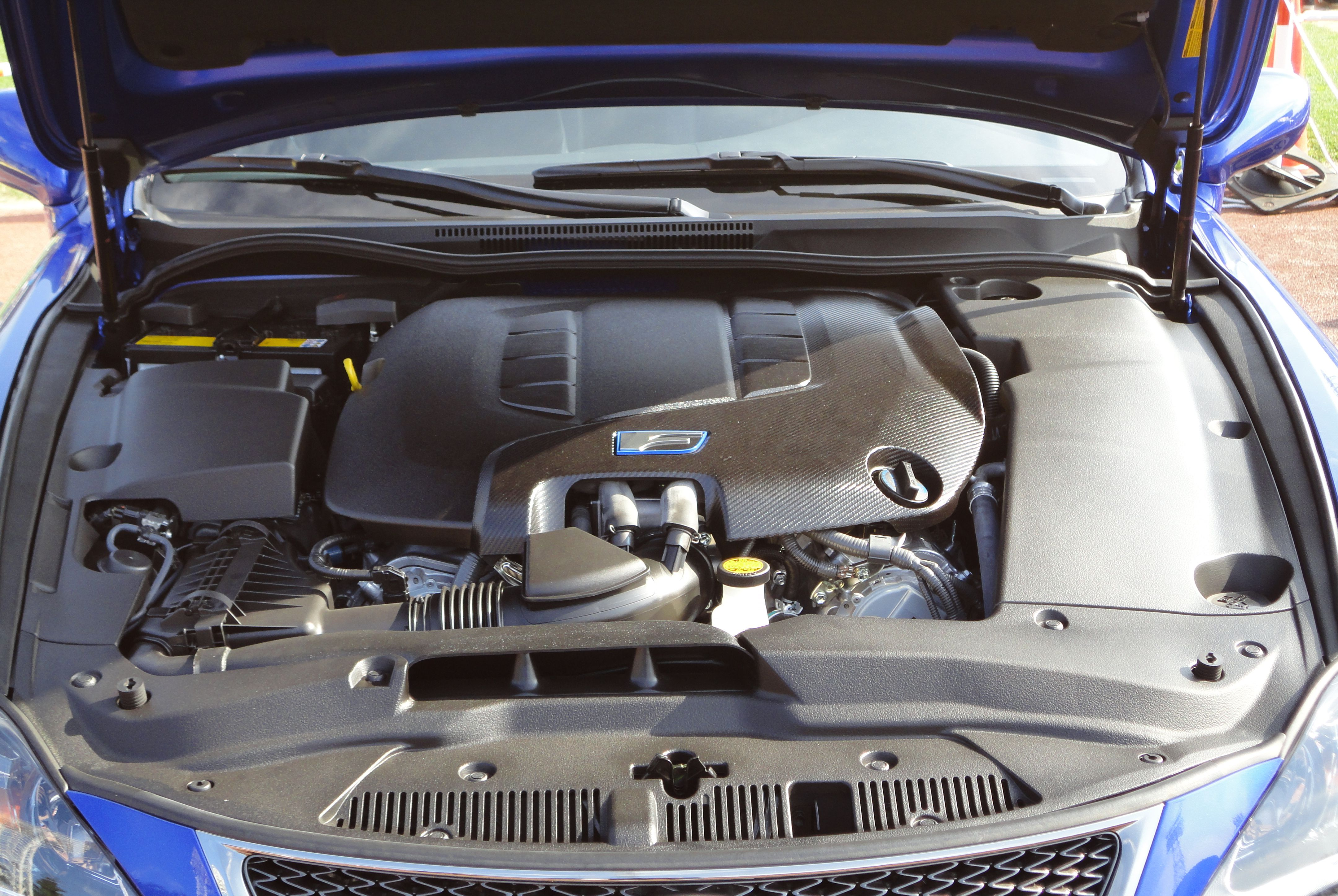
Vano motore della IS F.

Il motore arriva ad un regime di rotazione di 6.800 giri al minuto e dispone di un sistema di aspirazione a due fasi, presenta alberi a camme VVT-iE ed ha un rapporto di compressione di 11,8:1. Il 2UR-GSE deriva dalla serie Lexus V8 UR, che ha debuttato proprio nel 2007 come 1UR -FSE sulla Lexus LS 460. Dal 2UR-GSE deriverà il 2UR-FSE che equipaggerà la LS 600h dal 2008. Infatti i motori presentano lo stesso alesaggio e la stessa corsa (3,70x3.52), tuttavia il motore della IS F presenta molte differenze con quello della LS 600h. In particolare il motore della prima è dotato di nuove teste per i cilindri e di valvole di aspirazione in titanio. Inoltre l'albero motore è forgiato, così come le bielle e le camme. Rispetto al motore della LS, "ingentilito", quello della IS F presenta maggiore potenza e coppia, soprattutto ad elevati regimi.
Per quanto riguarda la trasmissione, la IS F adotta un cambio automatico a otto rapporti con convertitore di coppia dalla seconda all'ottava marcia, derivato da quello che equipaggia la LS 460, prima auto al mondo con un cambio ad otto marce.
L'impianto frenante è della Brembo ed è composto da grosse pinze freno con pinze a sei pistoncini. Nel 2010 la vettura riceve un differenziale autobloccante Torsen.
Il 25 luglio 2014 esce dalla catena di montaggio di Tahara l'ultima IS F.